# Uffholtz
Uffholtz (Duits: Uffholz) is een gemeente in Frankrijk aan de voet van de Vogezen, het ligt tegen de grotere plaats Cernay aan. Uffholtz ligt in het departement Haut-Rhin (regio Grand Est) en telde op 1 januari 2022 1.631 inwoners. De plaats maakt deel uit van het arrondissement Thann-Guebwiller.

## Geografie
De oppervlakte van Uffholtz bedroeg op 1 januari 2022 11,91 vierkante kilometer; de bevolkingsdichtheid was toen 136,9 inwoners per km².

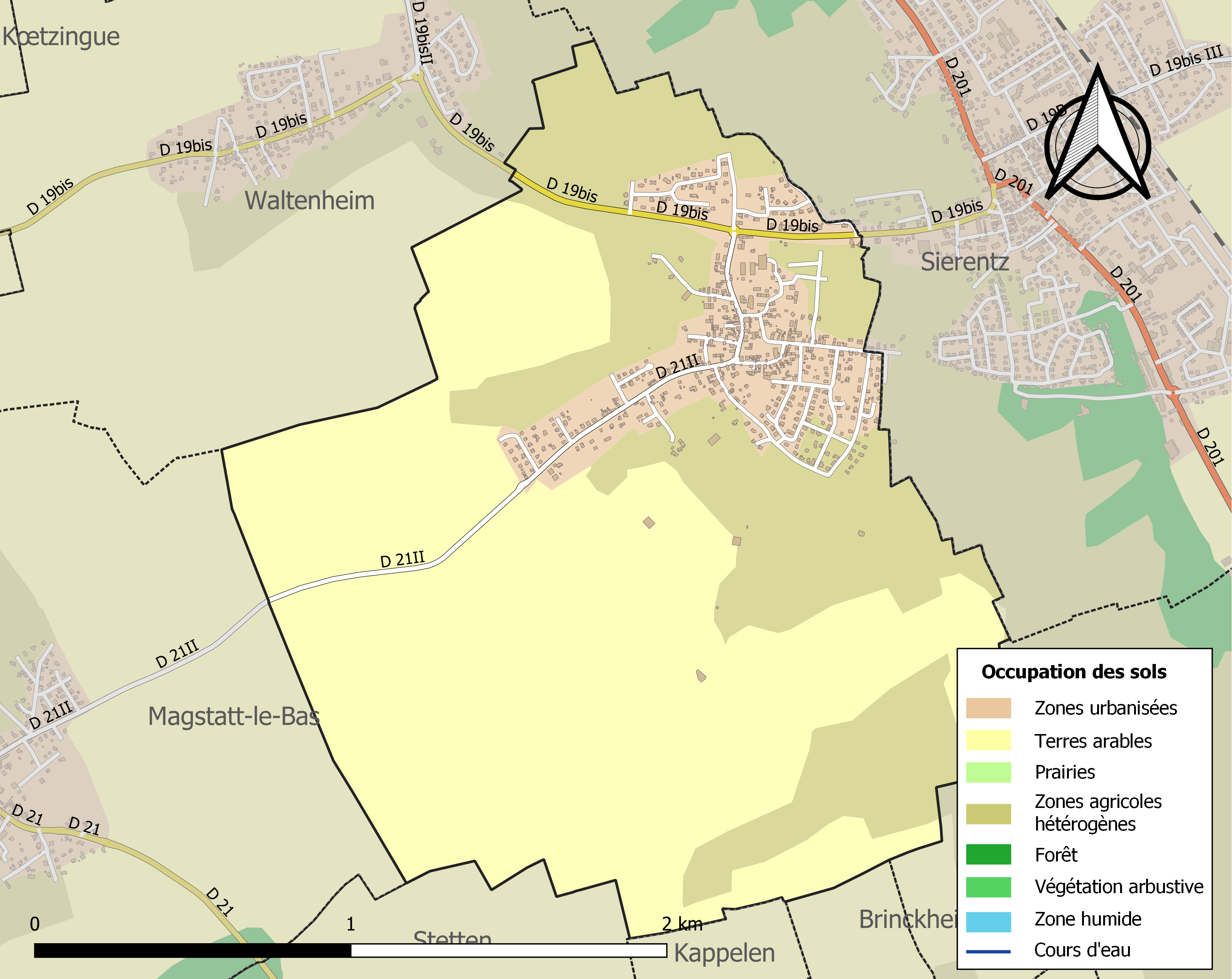
Kaart van de gemeente met de belangrijkste infrastructuur, bodemgebruik en omliggende gemeenten

## Demografie
Onderstaande figuur toont het verloop van het inwonertal (bron: INSEE-tellingen).